# Yadgir (distrikt)
Yadgir är ett distrikt i Indien.   Det ligger i delstaten Karnataka, i den södra delen av landet, 1 300 km söder om huvudstaden New Delhi. Antalet invånare är 1 174 271. Arean är 5 273 kvadratkilometer. Yadgir gränsar till Bijapur (distrikt).
Terrängen i Yadgir är platt västerut, men österut är den kuperad.
Följande samhällen finns i Yadgir:
- Sāgar
- Yādgīr
- Shorāpur
- Shāhpur
- Gurmatkal
- Kembhāvi
- Kodekal
- Kanhalli
- Hattigūdūr
- Agni